# Тиобарбитуровая кислота
Тиобарбитуровая кислота — органическое гетероциклическое соединение из группы барбитуратов. Широко используется как реагент для определения малонового диальдегида, продукта перекисного окисления липидов.